# 이학규
이학규(李鶴圭, 1852년 1월 8일 ~ ?)는 조선의 문신이자 대한제국과 일제강점기의 관료로, 본관은 홍주이며, 관료 이석희의 아버지이다.

## 생애
1883년 1월 규장각 검서관, 1883년 4월 통리교섭통상사무아문 주사로 각각 임명되었으며, 1885년 1월 형조 정랑, 1890년 2월 내무부 주사로 각각 임명되었다. 1890년 3월 주차일본공사관 서기관으로 임명되었고 1893년 8월 21일 교섭아문 주사, 1893년 12월 9일 총무사 주사, 1894년 6월 23일 외무아문 참의로 각각 임명되었다.
1894년 7월 18일 우부승지와 좌부승지를 역임했으며, 1894년 8월 황해도와 평안도 선유사로 파견되었다. 1894년 9월 평안도 숙천부사로 임명되었고, 1896년 6월 5일부터 1899년 3월 1일까지 황해도 서흥군수를 역임했다. 1899년 10월 17일 평리원 검사, 1900년 2월 9일 시강원 첨사로 각각 임명되었으며, 1902년 10월 8일부터 1904년 2월 22일까지 대한제국 중추원 의관을 역임했다. 1904년 9월 17일 탁지부 사계주사로 임명되었고, 1908년 1월 1일 대한제국 중추원 찬의로 임명되었다.
한일 병합 조약 체결 이후인 1910년 10월 1일부터 1921년 2월 11일까지 강원도 참여관을 역임했으며, 1912년 8월 1일 일본 정부로부터 한국병합기념장, 1915년 11월 10일 다이쇼대례기념장을 받았다. 1914년부터 1918년까지 강원도 지방토지조사위원회 위원을 역임했고, 1921년 12월 유도진흥회 강원도 발기인으로 참여했다. 1928년 11월 16일 일본 정부로부터 쇼와대례기념장을 받았다.
친일파 708인 명단의 도 참여관 부문, 민족문제연구소의 친일인명사전 수록자 명단의 관료 부문에 포함되었다.

## 참고자료
- 민족문제연구소 (2009). 〈이학규〉. 《친일인명사전 3 (ㅇ ~ ㅎ)》. 서울. 208쪽.